# فيكتور منساه
فيكتور منساه (بالإنجليزية: Victor Mensah)‏ (25 ديسمبر 1985 في غانا - ) هو لاعب كرة قدم غاني في مركز الوسط. لعب مع نادي بوريرام يونايتد وRajpracha F.C. ‏ وSongkhla United F.C. ‏.

## وصلات خارجية
- فيكتور منساه على موقع قاعدة بيانات كرة القدم.إي يو (الإنجليزية)
- فيكتور منساه على موقع Soccerway.com (الإنجليزية)